# Dolní Paseka
Dolní Paseka (německy Unter Paseka) je malá vesnice, část obce Kamenná Lhota v okrese Havlíčkův Brod. Nachází se asi 1,5 km na jihozápad od Kamenné Lhoty. Prochází zde silnice II/130. V roce 2009 zde bylo evidováno 31 adres. V roce 2001 zde trvale žilo 9 obyvatel.
Dolní Paseka leží v katastrálním území Kamenná Lhota o výměře 5,98 km2.